# Resolució 1434 del Consell de Seguretat de les Nacions Unides
La Resolució 1434 del Consell de Seguretat de les Nacions Unides, adoptada per unanimitat el 6 de setembre de 2002 després de reafirmar totes les resolucions del Consell de Seguretat de les Nacions Unides sobre la situació entre Eritrea i Etiòpia, en particular Resolució 1430 (2002), el Consell va ampliar el mandat de la Missió de les Nacions Unides a Etiòpia i a Eritrea (UNMEE) fins al 15 de març de 2003.
El Consell de Seguretat va reafirmar el seu suport al procés de pau entre els dos països i el paper que juga la UNMEE en facilitar la implementació de l'Acord d'Alger de 2000 i la decisió de la Comissió Fronterera sobre la frontera recíproca. Va donar la benvinguda a les declaracions d'Etiòpia i Eritrea per aplicar plenament els seus compromisos, inclòs l'alliberament de presoners de guerra, però expressaven preocupació per l'assetjament i el segrest transfronterers de civils.
La resolució va ampliar el mandat de la MINUEE a l'actual nivell de tropes de 4.200 d'acord amb la Resolució 1320 (2000). Se supervisaran els progressos realitzats per les parts en la implementació dels seus acords i el Consell revisarà les implicacions de les transferències territorials durant la demarcació de les fronteres per la MINUEE.